# Polyblastus nanus
Polyblastus nanus là một loài tò vò trong họ Ichneumonidae.